# Departament San Javier

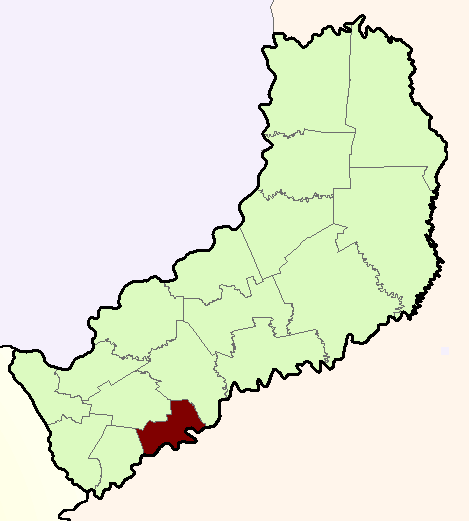
Departament San Javier na tle prowincji Misiones

Departament San Javier – jeden z 17 departamentów argentyńskiej prowincji Misiones. Stolicą departamentu jest miasto San Javier.
Powierzchnia departamentu wynosi 536 km². Na obszarze tym w 2010 roku mieszkało 20 821 ludzi, czyli gęstość zaludnienia wynosiła 38,8 mieszkańców/km².
Od zachodu poprzez rzekę Urugwaj graniczy z Brazylią. Wokół niego znajdują się departamenty: Concepción, Leandro N. Alem oraz Oberá.